# 67-я пехотная дивизия (Российская империя)
67-я пехотная дивизия — пехотное соединение в составе российской императорской армии.

С 15 ноября 1914 года дивизия вошла в состав 6-го армейского корпуса, с апреля 1915 года входила в состав 35-го армейского корпуса.

## Подчинение
Сформирована в июле 1914 года в Новгороде Великом на базе кадра 22-й пехотной дивизии. После завершения комплектования включена в подчинённую Командующему частями Гвардии и Петроградского военного округа 6-ю армию, была расквартирована в пригородах Петрограда.

Три дивизии Санкт-Петербургского округа — 67-я, 68-я и 74-я — оставлены были в 6-й армии на охрану Балтийского побережья. 67-я, составив с 55-й XXXV армейский корпус, участвовала в отступлении 1915 года из Польши, в Нарочском наступлении 1916 года и в скробовских боях.— А. А. Керсновский. История Русской армии
15 ноября 1914 года в эшелонах прибыла на Северо-западный фронт, включена в состав 6-го армейского корпуса, принимала участие в наступлении на Беляву, понеся значительные потери. Действовала под Барановичами в 1916 г.
- осень 1914 — 08.06.1915 — 1-я армия Северо-Западного фронта
- 08.06.1915 — 01.09.1915 — 2-я армия. В составе 2-й армии в январе 1915 г. сражалась у Воли Шидловской[6].
- 18.10.1915 — 01.02.1916 — 4-я армия
- 13.02.1916 — 01.05.1916 — 2-я армия
- 21.05.1916 — 01.11.1916 — 4-я армия
- 27.11.1916 — 01.01.1917 — 2-я армия
- 16.01.1917 — 01.04.1917 — 10-я армия
- 18.04.1917 — xx.12.1917 — 3-я армия

67-я артиллерийская бригада сформирована в июле 1914 года по мобилизации в Финляндии из кадра, выделенного 22-й артиллерийской бригадой. В октябре 1914 года 2-й дивизион направлен в 84-ю артиллерийскую бригаду. 23.10.1914 сформирован новый 2-й дивизион в г. Выборге. К 04.11.1914 бригада с 84-й пехотной дивизией отправлена на усиление 10-й армии Северо-Западного фронта. 12.11.1914 переименована в 84-ю артиллерийскую бригаду.

## Состав дивизии
- 1-я бригада
  - 265-й пехотный Вышневолоцкий полк
  - 266-й пехотный Пореченский полк
- 2-я бригада
  - 267-й пехотный Духовщинский полк
  - 268-й пехотный Пошехонский полк
- 67-я артиллерийская бригада

## Командование дивизии
«Командующий» в дореволюционной терминологии означал временно исполняющего обязанности начальника или командира.

### Начальники дивизии
- 19.07.1914 — 14.11.1914 — командующий генерал-майор Станкевич, Адам Юрьевич[7]
- 14.11.1914 — 14.08.1916 — генерал-лейтенант Пржилуцкий, Владимир Емельянович[8]
- 26.08.1916 — 31.07.1917 — командующий генерал-майор Хростицкий, Анатолий Владимирович[9]
- 22.08.1917 — xx.xx.xxxx — командующий генерал-майор князь Цулукидзе, Георгий Давидович[10]

### Начальники штаба дивизии
- 08.11.1914 — 07.02.1915 — полковник Иностранцев, Михаил Александрович
- 18.02.1915 — 03.07.1916 — и. д. полковник Лесевицкий, Николай Петрович
- 31.08.1916 — 19.06.1917 — полковник Тетруев, Николай Гаврилович[11]
- Подполковник Петров, Михаил Михайлович[12]
- 26.10.1917 — хх.хх.хххх — полковник Кривенко, Виктор Васильевич[13]

### Командиры бригады
- 29.07.1914 — 02.08.1914 — генерал-майор Кордюков, Павел Алексеевич
- 02.08.1914 — 16.11.1914 — генерал-майор фон Фрейман, Эдуард Рудольфович[14]
- 16.11.1914 — 13.04.1915 — генерал-майор Клембовский, Артур-Оскар Наполеонович
- 13.04.1915 — 28.08.1915 — генерал-майор Гунцадзе, Давид Константинович[15]
- 16.09.1915 — 07.02.1917 — генерал-майор Чермоев, Владимир Александрович[16]
- на 09.1916 — полковник Калиновский, Анатолий Аполлонович[17]
- 11.02.1917 — 16.06.1917 — генерал-майор Фабрициус, Алексей Александрович[18]
- 25.06.1917— хх.хх.хххх — полковник Родин, Павел Федотович[19]

### Командиры 67-й артиллерийской бригады
- 25.06.1915 — 28.04.1917 — генерал-майор Мальковский, Николай Николаевич[20]
- 28.04.1917 — хх.хх.хххх — командующий полковник Гусев, Аркадий Яковлевич

### Прочие
- 1916 — штабс-капитан Рейман, Рудольф Людвигович —  и. д. дивизионного интенданта